# Папетто
Папе́тто (итал. papetto, уменьш. от papa — «Папа Римский») — серебряная монета Папской области, чеканившаяся в 1754—1866 годах. Прекратила своё существование в связи с Австро-итальянской войной 1866 года.
Папетто называлась монета в два паоли. В конце XVIII — начале XIX века в Папском государстве соотношение было таким: 1 папский скудо = 5 папетто = 10 паоли = 20 гроссо = 100 байокки = 500 каттрино.